# Rizospástis
Rizospástis (en grec moderne : Ριζοσπάστης, Le Radical en français) est un journal quotidien grec édité par le parti communiste grec. Le journal a été fondé en juin 1916 à Thessalonique. À partir de 1917 le journal a été publié à Athènes jusqu'en 1936 où il a été interdit. En 1944, le journal reparaît épisodiquement mais est à nouveau interdit en 1947. Ce n'est qu'après la chute de la dictature des colonels en 1974 que le journal reparaît librement et régulièrement.
Les rédacteurs en chef les plus célèbres sont l'homme politique et écrivain Manólis Glézos ainsi que le poète Yannis Ritsos.